# Майк Гендолфо
Майк Гендолфо (англ. Mike Gandolfo; нар. 3 жовтня 1958) — колишній американський тенісист.
Найвищу одиночну позицію світового рейтингу — 203 місце досяг 3 січня, 1983, парну — 75 місце — 3 січня, 1983 року.
Найвищим досягненням на турнірах Великого шолома був чвертьфінал в парному розряді.

## Титули на челленджерах

### Парний розряд: (1)
| Ранг | Рік  | Турнір                      | Покриття | Партнер    | Суперники                 | Рахунок  |
| ---- | ---- | --------------------------- | -------- | ---------- | ------------------------- | -------- |
| 1.   | 1982 | Бухгольц, Західна Німеччина | Тверде   | Дерек Тарр | Їржі Пруха Тенні Свенссон | 6–4, 6–4 |